# Harry est fou
Harry est fou est un livre de Dick King-Smith, un des auteurs anglais de livres pour la jeunesse les plus lus et les plus traduits.

## Histoire
Harry est fou raconte l'histoire d'un petit garçon nommé Harry, qui reçoit un cadeau de la part de son oncle mort : son oiseau, un vieux perroquet gris nommé Madison.
N'étant pas très ravi du cadeau de son oncle, Harry apprend toutefois à mieux connaître cet étrange oiseau et découvre qu'il est très intelligent. Il aide le père de Harry à faire des mots croisés difficiles, cuisine des plats fabuleux avec la mère du petit Harry et aide Harry à faire ses devoirs.
Mais un jour, la famille laisse Madison seul à la maison pour aller faire des courses. La maison se fait cambrioler et Madison disparaît...

## Les diverses versions
En 1984, Harry's mad est publié en Angleterre, dans une édition illustrée par Jill Bennett.
En 1995, il est traduit en français, et publié par Gallimard dans la collection Folio junior. Les illustrations sont de Serge Bloch.
Pascal Rabaté en réalise une version BD en septembre 2007 (éditions Gallimard, collection Fétiche).